# Derivada direcional
Em matemática, a derivada direcional de uma função multivariável diferenciável ao longo de um dado vetor v em um dado ponto x intuitivamente representa a taxa instantânea de variação da função, movendo-se através de x com uma velocidade especificada por v. Ela, portanto, generaliza a noção de derivada parcial, em que a taxa de mudança é tomada ao longo de uma curva em um sistema de coordenadas curvilíneo, com todas as outras coordenadas sendo constantes.
A derivada direcional é um caso especial da derivada de Gâteaux.

## Notação
Seja τ uma curva cujo vetor tangente em algum ponto escolhido é v. A derivada direcional de uma função f em relação a v pode ser representada das seguintes maneiras:
{\displaystyle {\begin{aligned}\nabla _{\mathbf {v} }{f}(\mathbf {x} )&=f'_{\mathbf {v} }(\mathbf {x} )\\&=D_{\mathbf {v} }f(\mathbf {x} )\\&=Df(\mathbf {x} )(\mathbf {v} )\\&=\partial _{\mathbf {v} }f(\mathbf {x} )\\&=\mathbf {v} \cdot {\nabla f(\mathbf {x} )}\\&=\mathbf {v} \cdot {\frac {\partial f(\mathbf {x} )}{\partial \mathbf {x} }}\end{aligned}}}

## Definição
A derivada direcional de uma função da forma {\displaystyle z=f(x,y)} na direção {\displaystyle {\vec {u}}} tem por definição:
{\displaystyle D{\vec {u}}f(x,y)={df \over dx}{\scriptstyle {\text{u1}}}+{df \over dy}{\scriptstyle {\text{u2}}}}
Também pode ser escrita como o produto escalar: {\displaystyle D{\vec {u}}f(x,y)={\vec {\nabla }}f\centerdot {\vec {u}}}
Essa definição foi estabelecida para duas dimensões, mas pode ser generalizada para três dimensões. Teremos, portanto, uma função de três variáveis, w = f (x, y, z), que pode ser representada graficamente num sistema de coordenadas retangulares. 
Esse produto escalar entre o gradiente de f e um vetor unitário {\displaystyle {\vec {u}}} tem grandes implicações na matemática. Sejam algumas delas:
- A derivada direcional será máxima e igual ao módulo do gradiente se o ângulo θ entre os vetores {\displaystyle {\vec {\nabla }}f} e {\displaystyle {\vec {u}}} for igual a zero.

{\textstyle D{\vec {u}}f(x,y)=\left\vert {\vec {\nabla }}f\right\vert \left\vert {\vec {u}}\right\vert \cos 0^{\circ }\therefore D{\vec {u}}f(x,y)=\left\vert {\vec {\nabla }}f\right\vert }
- A derivada direcional será mínima  e igual a menos o módulo do gradiente se o ângulo θ entre os vetores {\displaystyle {\vec {\nabla }}f} e {\displaystyle {\vec {u}}} for igual a 180°.

{\displaystyle D{\vec {u}}f(x,y)=\left\vert {\vec {\nabla }}f\right\vert \left\vert {\vec {u}}\right\vert \cos 180^{\circ }\therefore D{\vec {u}}f(x,y)=-\left\vert {\vec {\nabla }}f\right\vert }
- A derivada direcional será nula se {\displaystyle f(x,y)} for uma curva de nível representada por {\displaystyle f(x,y)=k} e {\displaystyle {\vec {u}}} for um vetor tangente à curva de nível. Observando o produto escalar {\displaystyle {\vec {\nabla }}f\centerdot {\vec {u}}=0} temos uma condição de perpendicularidade entre {\displaystyle {\vec {\nabla }}f} e {\displaystyle {\vec {u}}}, o que prova que o gradiente será normal à curva de nível {\displaystyle f(x,y)=k}.

### Usando apenas a direção do vetor

O ângulo α entre a tangente A e a horizontal será máximo se o plano de corte contém a direção do gradiente de A.

Em um espaço Euclidiano, alguns autores definem a derivada direcional como sendo relacionada a um vetor v arbitrário e não nulo depois de normalizado, sendo, pois, independente de sua magnitude e dependendo apenas de sua direção.
Esta definição fornece a taxa de crescimento de f por unidade de distância movida na direção dada por v. Neste caso, tem-se que
{\displaystyle \nabla _{\mathbf {v} }{f}(\mathbf {x} )=\lim _{h\rightarrow 0}{\frac {f(\mathbf {x} +h\mathbf {v} )-f(\mathbf {x} )}{h|\mathbf {v} |}},}
ou no caso de f ser diferenciável em x,
{\displaystyle \nabla _{\mathbf {v} }{f}(\mathbf {x} )=\nabla f(\mathbf {x} )\cdot {\frac {\mathbf {v} }{|\mathbf {v} |}}.}

### Restrição para um vetor unitário
No contexto de uma função em um espaço Euclidiano, alguns textos restringem o vetor v a ser um vetor unitário. Com esta restrição, ambas as definições acima são equivalentes.

## Propriedades
Muitas das propriedades familiares da derivada ordinária são mantidas para a derivada direcional. Estes incluem, para quaisquer funções f e g definidas e diferenciáveis em um ponto p, bem como em sua vizinhança:
1. regra da soma:
{\displaystyle \nabla _{\mathbf {v} }(f+g)=\nabla _{\mathbf {v} }f+\nabla _{\mathbf {v} }g.}
2. regra do fator constante: para qualquer constante c, 
{\displaystyle \nabla _{\mathbf {v} }(cf)=c\nabla _{\mathbf {v} }f.}
3. regra do produto (ou regra de Leibniz):
{\displaystyle \nabla _{\mathbf {v} }(fg)=g\nabla _{\mathbf {v} }f+f\nabla _{\mathbf {v} }g.}
4. regra da cadeia: se g é diferenciável em p e h é diferenciável em g(p), daí
{\displaystyle \nabla _{\mathbf {v} }(h\circ g)(\mathbf {p} )=h'(g(\mathbf {p} ))\nabla _{\mathbf {v} }g(\mathbf {p} ).}

## Em geometria diferencial
Seja M uma variedade diferenciável e p um ponto de M. Suponha que f é uma função definida em uma vizinhança de p, e diferenciável em p. Se v é um vetor tangente a M em p, então a derivada direcional de f ao longo de v, denotada alternativamente como df(v), (consulte a derivada Covariante), (consulte a Derivada de Lie), ou, pode ser definido como se segue. Deixe γ : [−1, 1] → M ser uma curva diferenciável com γ(0) = p e γ′(0) = v. Então a derivada direcional é definida por
{\displaystyle \nabla _{\mathbf {v} }f(\mathbf {p} )=\left.{\frac {d}{d\tau }}f\circ \gamma (\tau )\right|_{\tau =0}.}
Esta definição pode ser comprovada independentemente da escolha de γ, desde que γ seja selecionado da maneira descrita de modo que γ′(0) = v.

### A derivada de Lie
A derivada de Lie de um campo de vetores ao longo de um campo de vetores é dada pela diferença de duas derivadas direcionais:
{\displaystyle {\mathcal {L}}_{V}W^{\mu }=(V\cdot \nabla )W^{\mu }-(W\cdot \nabla )V^{\mu }.}
Em particular, para um campo escalar a derivada de Lie reduz-se à derivada direcional padrão:
{\displaystyle {\mathcal {L}}_{V}\phi =(V\cdot \nabla )\phi .}

### O tensor de Riemann
Derivadas direcionais são usadas frequentemente em derivações introdutórias do tensor de curvatura de Riemann. Considere um retângulo curvado com um vetor infinitesimal δ ao longo de uma borda e δ′ ao longo da outra. Transladamos um covetor S ao longo de δ, em seguida, δ′ e, em seguida, subtraímos a translação ao longo de δ′ e, em seguida, de δ. Em vez de construir a derivada direcional usando derivadas parciais, usamos a derivada covariante. O operador de translação para δ é portanto
{\displaystyle 1+\sum _{\nu }\delta ^{\nu }D_{\nu }=1+\delta \cdot D,}
e para δ′,
{\displaystyle 1+\sum _{\mu }\delta '^{\mu }D_{\mu }=1+\delta '\cdot D.}
A diferença entre os dois caminhos é, então,
{\displaystyle (1+\delta '\cdot D)(1+\delta \cdot D)S^{\rho }-(1+\delta \cdot D)(1+\delta '\cdot D)S^{\rho }=\sum _{\mu ,\nu }\delta '^{\mu }\delta ^{\nu }[D_{\mu },D_{\nu }]S_{\rho }.}
Pode-se argumentar que a não comutatividade das derivadas covariantes mede a curvatura da variedade:
{\displaystyle [D_{\mu },D_{\nu }]S_{\rho }=\pm \sum _{\sigma }R^{\sigma }{}_{\rho \mu \nu }S_{\sigma },}
onde R é o tensor de curvatura de Riemann e o sinal depende da convenção de sinais do autor.

## Na teoria dos grupos

### Translações
Na álgebra de Poincaré, podemos definir um operador de translação infinitesimal P como
{\displaystyle \mathbf {P} =i\nabla .}
(o i assegura que P é um operador autoadjunto). Para um deslocamento finito λ, a representação  unitária do espaço de Hilbert para translações é
{\displaystyle U(\mathbf {\lambda } )=\exp \left(-i\mathbf {\lambda } \cdot \mathbf {P} \right).}
Usando a definição acima de operador de translação infinitesimal, vemos que o operador de translação finita é o exponencial de uma derivada direcional:
{\displaystyle U(\mathbf {\lambda } )=\exp \left(\mathbf {\lambda } \cdot \nabla \right).}
Este é um operador de translação, no sentido em que ele atua sobre funções multivariadas f(x) como
{\displaystyle U(\mathbf {\lambda } )f(\mathbf {x} )=\exp \left(\mathbf {\lambda } \cdot \nabla \right)f(\mathbf {x} )=f(\mathbf {x} +\mathbf {\lambda } ).}

### Rotações
O operador rotacional também contém uma derivada direcional. O operador rotacional de um ângulo θ, isto é, por uma quantidade θ=|θ| em torno de um eixo paralelo a =θ/θ é
{\displaystyle U(R(\mathbf {\theta } ))=\exp(-i\mathbf {\theta } \cdot \mathbf {L} ).}
Aqui L é o operador vetorial que gera SO(3):
{\displaystyle \mathbf {L} ={\begin{pmatrix}0&0&0\\0&0&1\\0&-1&0\end{pmatrix}}\mathbf {i} +{\begin{pmatrix}0&0&-1\\0&0&0\\1&0&0\end{pmatrix}}\mathbf {j} +{\begin{pmatrix}0&1&0\\-1&0&0\\0&0&0\end{pmatrix}}\mathbf {k} .}
Pode ser demonstrado geometricamente que uma rotação infinitesimal dextrógira altera a posição do vetor x por
{\displaystyle \mathbf {x} \rightarrow \mathbf {x} -\delta \mathbf {\theta } \times \mathbf {x} .}
Assim, nós esperaríamos de uma rotação infinitesimal:
{\displaystyle U(R(\delta \mathbf {\theta } ))f(\mathbf {x} )=f(\mathbf {x} -\delta \mathbf {\theta } \times \mathbf {x} )=f(\mathbf {x} )-(\delta \mathbf {\theta } \times \mathbf {x} )\cdot \nabla f.}
Segue que
{\displaystyle U(R(\delta \mathbf {\theta } ))=1-(\delta \mathbf {\theta } \times \mathbf {x} )\cdot \nabla .}
Seguindo o mesmo procedimento de exponenciação acima, chegamos no operador rotacional na posição base, que é o exponencial de uma derivada direcional:
{\displaystyle U(R(\mathbf {\theta } ))=\exp(-(\mathbf {\theta } \times \mathbf {x} )\cdot \nabla ).}

## Derivada normal
Uma derivada normal é uma derivada direcional tomada na direção normal (isto é, ortogonal) a alguma superfície no espaço, ou, mais geralmente, ao longo de um campo vetorial normal a alguma hipersuperfície. Veja, por exemplo, a condição de contorno de Neumann. Se a direção normal é denotada por {\displaystyle \mathbf {n} }, então a derivada direcional de uma função f é às vezes denotada por {\displaystyle {\frac {\partial f}{\partial n}}}. Em outras notações,
{\displaystyle {\frac {\partial f}{\partial \mathbf {n} }}=\nabla f(\mathbf {x} )\cdot \mathbf {n} =\nabla _{\mathbf {n} }{f}(\mathbf {x} )={\frac {\partial f}{\partial \mathbf {x} }}\cdot \mathbf {n} =Df(\mathbf {x} )[\mathbf {n} ].}

## Na mecânica contínua de sólidos
Vários resultados importantes em mecânica contínua exigem as derivadas de vetores em relação aos vetores e de tensores em relação aos vetores e tensores. A derivada direcional proporciona uma forma sistemática de encontrar essas derivadas.
As definições de derivadas direcionais para várias situações são dadas abaixo. Presume-se que as funções são suficientemente suaves para que as derivadas possam ser tomadas.

### Derivadas de funções vetoriais com imagem escalar
Seja {\displaystyle f(\mathbf {v} )} uma função com imagem real do vetor {\displaystyle \mathbf {v} }. Então a derivada de {\displaystyle f(\mathbf {v} )} em relação a {\displaystyle \mathbf {v} } na direção {\displaystyle \mathbf {u} } é definida como
{\displaystyle {\frac {\partial f}{\partial \mathbf {v} }}\cdot \mathbf {u} =Df(\mathbf {v} )[\mathbf {u} ]=\left[{\frac {d}{d\alpha }}~f(\mathbf {v} +\alpha ~\mathbf {u} )\right]_{\alpha =0}}
para todos os vetores {\displaystyle \mathbf {u} }.
Propriedades:
1. Se {\displaystyle f(\mathbf {v} )=f_{1}(\mathbf {v} )+f_{2}(\mathbf {v} )} então {\displaystyle {\frac {\partial f}{\partial \mathbf {v} }}\cdot \mathbf {u} =\left({\frac {\partial f_{1}}{\partial \mathbf {v} }}+{\frac {\partial f_{2}}{\partial \mathbf {v} }}\right)\cdot \mathbf {u} .}
2. Se {\displaystyle f(\mathbf {v} )=f_{1}(\mathbf {v} )~f_{2}(\mathbf {v} )} então {\displaystyle {\frac {\partial f}{\partial \mathbf {v} }}\cdot \mathbf {u} =\left({\frac {\partial f_{1}}{\partial \mathbf {v} }}\cdot \mathbf {u} \right)~f_{2}(\mathbf {v} )+f_{1}(\mathbf {v} )~\left({\frac {\partial f_{2}}{\partial \mathbf {v} }}\cdot \mathbf {u} \right).}
3. Se {\displaystyle f(\mathbf {v} )=f_{1}(f_{2}(\mathbf {v} ))} então {\displaystyle {\frac {\partial f}{\partial \mathbf {v} }}\cdot \mathbf {u} ={\frac {\partial f_{1}}{\partial f_{2}}}~{\frac {\partial f_{2}}{\partial \mathbf {v} }}\cdot \mathbf {u} .}

### Derivadas funções vetoriais com imagem vetorial
Seja {\displaystyle \mathbf {f} (\mathbf {v} )} uma função, com imagem vetorial, do vetor {\displaystyle \mathbf {v} }. Então a derivada de {\displaystyle \mathbf {f} (\mathbf {v} )} em relação a {\displaystyle \mathbf {v} } na direção {\displaystyle \mathbf {u} } é o tensor de segunda ordem definido como
{\displaystyle {\frac {\partial \mathbf {f} }{\partial \mathbf {v} }}\cdot \mathbf {u} =D\mathbf {f} (\mathbf {v} )[\mathbf {u} ]=\left[{\frac {d}{d\alpha }}~\mathbf {f} (\mathbf {v} +\alpha ~\mathbf {u} )\right]_{\alpha =0}}
para todos os vetores {\displaystyle \mathbf {u} }.
Propriedades:
1. Se {\displaystyle \mathbf {f} (\mathbf {v} )=\mathbf {f} _{1}(\mathbf {v} )+\mathbf {f} _{2}(\mathbf {v} )} então {\displaystyle {\frac {\partial \mathbf {f} }{\partial \mathbf {v} }}\cdot \mathbf {u} =\left({\frac {\partial \mathbf {f} _{1}}{\partial \mathbf {v} }}+{\frac {\partial \mathbf {f} _{2}}{\partial \mathbf {v} }}\right)\cdot \mathbf {u} .}
2. Se {\displaystyle \mathbf {f} (\mathbf {v} )=\mathbf {f} _{1}(\mathbf {v} )\times \mathbf {f} _{2}(\mathbf {v} )} então {\displaystyle {\frac {\partial \mathbf {f} }{\partial \mathbf {v} }}\cdot \mathbf {u} =\left({\frac {\partial \mathbf {f} _{1}}{\partial \mathbf {v} }}\cdot \mathbf {u} \right)\times \mathbf {f} _{2}(\mathbf {v} )+\mathbf {f} _{1}(\mathbf {v} )\times \left({\frac {\partial \mathbf {f} _{2}}{\partial \mathbf {v} }}\cdot \mathbf {u} \right).}
3. Se {\displaystyle \mathbf {f} (\mathbf {v} )=\mathbf {f} _{1}(\mathbf {f} _{2}(\mathbf {v} ))} então {\displaystyle {\frac {\partial \mathbf {f} }{\partial \mathbf {v} }}\cdot \mathbf {u} ={\frac {\partial \mathbf {f} _{1}}{\partial \mathbf {f} _{2}}}\cdot \left({\frac {\partial \mathbf {f} _{2}}{\partial \mathbf {v} }}\cdot \mathbf {u} \right).}

### Derivadas de funções de tensores de segunda ordem com imagem escalar
Seja {\displaystyle f(\mathbf {S} )} uma função com imagem real do tensor de segunda ordem {\displaystyle \mathbf {S} }. Então a derivada de {\displaystyle f(\mathbf {S} )} em relação à {\displaystyle \mathbf {S} } na direção {\displaystyle \mathbf {T} } é o tensor de segunda ordem definido como
{\displaystyle {\frac {\partial f}{\partial \mathbf {S} }}:\mathbf {T} =Df(\mathbf {S} )[\mathbf {T} ]=\left[{\frac {d}{d\alpha }}~f(\mathbf {S} +\alpha \mathbf {T} )\right]_{\alpha =0}}
para todos os tensores de segunda ordem {\displaystyle \mathbf {T} }.
Propriedades:
1. Se {\displaystyle f(\mathbf {S} )=f_{1}(\mathbf {S} )+f_{2}(\mathbf {S} )} então {\displaystyle {\frac {\partial f}{\partial \mathbf {S} }}:\mathbf {T} =\left({\frac {\partial f_{1}}{\partial \mathbf {S} }}+{\frac {\partial f_{2}}{\partial \mathbf {S} }}\right):\mathbf {T} .}
2. Se {\displaystyle f(\mathbf {S} )=f_{1}(\mathbf {S} )~f_{2}(\mathbf {S} )} então {\displaystyle {\frac {\partial f}{\partial \mathbf {S} }}:\mathbf {T} =\left({\frac {\partial f_{1}}{\partial \mathbf {S} }}:\mathbf {T} \right)~f_{2}(\mathbf {S} )+f_{1}(\mathbf {S} )~\left({\frac {\partial f_{2}}{\partial \mathbf {S} }}:\mathbf {T} \right).}
3. Se {\displaystyle f(\mathbf {S} )=f_{1}(f_{2}(\mathbf {S} ))} então {\displaystyle {\frac {\partial f}{\partial \mathbf {S} }}:\mathbf {T} ={\frac {\partial f_{1}}{\partial f_{2}}}~\left({\frac {\partial f_{2}}{\partial \mathbf {S} }}:\mathbf {T} \right).}

### Derivadas de funções de tensores de segunda ordem com imagem tensorial
Seja {\displaystyle \mathbf {F} (\mathbf {S} )} uma função com imagem tensorial de segunda ordem do tensor de segunda ordem {\displaystyle \mathbf {S} }. Então a derivada de {\displaystyle \mathbf {F} (\mathbf {S} )} em relação à {\displaystyle \mathbf {S} } na direção {\displaystyle \mathbf {T} } é o tensor de quarta ordem definido como
{\displaystyle {\frac {\partial \mathbf {F} }{\partial \mathbf {S} }}:\mathbf {T} =D\mathbf {F} (\mathbf {S} )[\mathbf {T} ]=\left[{\frac {d}{d\alpha }}~\mathbf {F} (\mathbf {S} +\alpha \mathbf {T} )\right]_{\alpha =0}}
para todos os tensores de segunda ordem {\displaystyle \mathbf {T} }.
Propriedades:
1. Se {\displaystyle \mathbf {F} (\mathbf {S} )=\mathbf {F} _{1}(\mathbf {S} )+\mathbf {F} _{2}(\mathbf {S} )} então {\displaystyle {\frac {\partial \mathbf {F} }{\partial \mathbf {S} }}:\mathbf {T} =\left({\frac {\partial \mathbf {F} _{1}}{\partial \mathbf {S} }}+{\frac {\partial \mathbf {F} _{2}}{\partial \mathbf {S} }}\right):\mathbf {T} .}
2. Se {\displaystyle \mathbf {F} (\mathbf {S} )=\mathbf {F} _{1}(\mathbf {S} )\cdot \mathbf {F} _{2}(\mathbf {S} )} então {\displaystyle {\frac {\partial \mathbf {F} }{\partial \mathbf {S} }}:\mathbf {T} =\left({\frac {\partial \mathbf {F} _{1}}{\partial \mathbf {S} }}:\mathbf {T} \right)\cdot \mathbf {F} _{2}(\mathbf {S} )+\mathbf {F} _{1}(\mathbf {S} )\cdot \left({\frac {\partial \mathbf {F} _{2}}{\partial \mathbf {S} }}:\mathbf {T} \right).}
3. Se {\displaystyle \mathbf {F} (\mathbf {S} )=\mathbf {F} _{1}(\mathbf {F} _{2}(\mathbf {S} ))} então {\displaystyle {\frac {\partial \mathbf {F} }{\partial \mathbf {S} }}:\mathbf {T} ={\frac {\partial \mathbf {F} _{1}}{\partial \mathbf {F} _{2}}}:\left({\frac {\partial \mathbf {F} _{2}}{\partial \mathbf {S} }}:\mathbf {T} \right).}
4. Se {\displaystyle f(\mathbf {S} )=f_{1}(\mathbf {F} _{2}(\mathbf {S} ))} então {\displaystyle {\frac {\partial f}{\partial \mathbf {S} }}:\mathbf {T} ={\frac {\partial f_{1}}{\partial \mathbf {F} _{2}}}:\left({\frac {\partial \mathbf {F} _{2}}{\partial \mathbf {S} }}:\mathbf {T} \right).}